# Dăržavno părvenstvo po futbol 1924
Il Dăržavno părvenstvo po futbol1924 fu la prima edizione della massima serie del campionato bulgaro di calcio.
Non fu disputata la finale e pertanto non ci fu un vincitore.

## Formula
La competizione si svolse ad eliminazione diretta con gara unica. Partecipò una squadra per città. Le squadre partecipanti furono sei con due qualificate direttamente alle semifinali.
L'incontro tra Levski Sofia e Vladislav Varna fu interrotto ai tempi supplementari per mancanza di luce e le due squadre, nonostante l'intervento della federazione, non si misero d'accordo su dove ripetere il match ed entrambe abbandonarono la competizione.

## Risultati

### Quarti di finale
| Squadra 1         | Risultato | Squadra 2     |
| ----------------- | --------- | ------------- |
| Černomorec Burgas | 0-7       | Levski Sofia  |
| Orel Vraca        | 3-0       | Krakra Pernik |

### Semifinali
| Squadra 1      | Risultato | Squadra 2       |
| -------------- | --------- | --------------- |
| Pobeda Plovdiv | 5-0       | Orel Vratsa     |
| Levski Sofia   | 0-0       | Vladislav Varna |